# مزرعة (غلبايغان)
مزرعة (بالإنجليزية: Mazraeh, Isfahan)‏ هي قرية تقع في قسم كناررودخانه الريفي في إيران. يقدر عدد سكانها بـ 211 نسمة بحسب إحصاء 2016.